# Wim Van Huffel
Wim Van Huffel (* 28. Mai 1979 in Oudenaarde) ist ein ehemaliger belgischer Radrennfahrer.

## Sportliche Laufbahn
Van Huffel wurde 2002 Profi bei dem belgischen Radsport-Team Vlaanderen-T Interim. 2003 gewann er die Hel van Het Mergelland. Außerdem wurde er 2004 Achter in der Gesamtwertung der Österreich-Rundfahrt. Daraufhin erhielt er für 2005 einen Vertrag beim belgischen ProTour-Rennstall Davitamon-Lotto. Hier zeigte er beim Giro d’Italia eine hervorragende Leistung. Er hielt sich in den Bergen im vorderen Bereich und wurde im Gesamtklassement Elfter. Seine besten Etappenresultate waren ein vierter und ein fünfter Platz. Außerdem wurde er im selben Jahr Zwölfter der Dauphiné Libéré und auf der vierten Etappe zum Mont Ventoux Dritter.
Im Frühjahr 2010 beendete Wim Van Huffel seine Laufbahn als Elite-Rennfahrer, um in die belgische Armee einzutreten.

## Palmarès
- 2003
  - Hel van Het Mergelland
- 2007
  - eine Etappe Settimana Internazionale (Mannschaftszeitfahren)

## Grand-Tour-Platzierungen
| Grand Tour            | 2005 | 2006 | 2007 | 2008 |
| --------------------- | ---- | ---- | ---- | ---- |
| Giro d’ItaliaGiro     | 11   | 17   | DNF  | 38   |
| Tour de FranceTour    | –    | –    | –    | –    |
| Vuelta a EspañaVuelta | –    | –    | 26   | - "  |

## Teams
- 2002–2004 Vlaanderen-T Interim
- 2005–2006 Davitamon-Lotto
- 2007 Predictor-Lotto
- 2008 Silence-Lotto
- 2009 Vorarlberg-Corratec
- 2010 Team Worldofbike.Gr